# Coconut Fred's Fruit Salad Island
 (mai 2020).
Coconut Fred's Fruit Salad Island (ou simplement Coconut Fred) est une série télévisée d'animation américano-canadienne en 13 épisodes de 21 minutes (dont 24 segments de 10 minutes) produite par Warner Bros. Animation avec une animation fournie par Dong Yang Animation, diffusée entre le 17 septembre 2005 et le 27 mai 2006 sur Kids' WB.
Cette série est inédite dans tous les pays francophones.

## Synopsis
La série se déroule sur une île habitée exclusivement de fruits. Les résidents profitent de leur propre paradis tropical sans se soucier du monde; ils doivent partager leur utopie pacifique avec le coco Fred, joyeusement étrange, un coco fantaisiste et béatement stupide avec la capacité spéciale de matérialiser tout ce à quoi il pense. L'intrigue tourne autour des aventures de Fred et de ses amis, alors que son imagination débordante prend vie alors que ses amis luttent pour couvrir la garantie. Tout conflit peut aller de l’obtention d’un «canal de fruits» à la navigation au large de l’île pour se retrouver dans une énorme tempête.